# مجموعة غروزني
مجموعة غروزني (بالإنجليزية: Grozny Group)‏ يسمى أيضًا (بركان غروزني) عبارة عن بركان معقد يقع في الجزء الأوسط من جزيرة إيتوروب، وجزر الكوريل، التي تسيطر عليها روسيا، وتطالب بها اليابان.